# Lerista muelleri
Lerista muelleri — вид сцинкоподібних ящірок родини сцинкових (Scincidae). Ендемік Австралії. Вид названий на честь німецького натураліста Фердинанда Мюллера.

## Поширення і екологія
Lerista muelleri мешкають в Західній Австралії, в прибережних районах та в регіоні Пілбара, на північ до міста Порт-Гедленд. Вони живуть в невисоких чагарникових заростях і рідколіссях, зокрема в долинах річок. Живляться безхребетними, відкладають яйця.